# Time (musikalbum)
Time är ett musikalbum från 2003 med huvudsakligen egna kompositioner av jazzsångerskan Lina Nyberg.

## Låtlista
Sångerna är skrivna av Lina Nyberg om inget annat anges.
1. Listen Sweet – 4:09
2. Tropical – 4:28
3. If – 2:49
4. While Waiting – 3:29
5. Follow Me – 4:16
6. How Come – 5:47
7. July – 3:58
8. The Thought – 4:47
9. September Song (Maxwell Anderson/Kurt Weill) – 2:50
10. Rain Like Rivers – 4:03
11. I Had To Say Goodbye – 5:05
12. Morning Star – 2:01

## Medverkande
- Lina Nyberg – sång
- Mathias Landaeus – Fender Rhodes, piano
- Torbjörn Zetterberg – bas
- Sebastian Notini – trummor, slagverk